# 대저차량사업소
대저차량사업소(大渚車輛事業所)는 대한민국 부산광역시 강서구 대저동에 있는 부산교통공사 부산 도시철도 3호선의 차량기지다.

## 개요
부산교통공사 3000호대 전동차의 경검수와 주박을 담당하고, 부산교통공사 3000호대 전동차 20개 편성(전량)을 관리한다. 부산 도시철도 3호선의 종착역인 대저역과 입·출고 선로가 연결되어 있고, 이동 통로가 있다. 부산교통공사 3000호대 전동차의 경검수만 가능한 차량기지며, 이 1대의 지반이 연약지반인지라 중정비 시설을 설치하지 않고, 대저역에 종착한 부산교통공사 3000호대 전동차는 연결된 입고 선로를 타고, 이 차량기지로 입고해 경검수를 받고, 수영역에 종착한 부산교통공사 3000호대 전동차는 설치된 연결 선로를 통해 부산 도시철도 2호선 하행(양산 방향) 선로로 갈아타 연결된 입고 선로를 타고, 부산 도시철도 2호선의 호포차량사업소에서 중검수를 받는다. 부산교통공사 3000호대 전동차가 이 차량기지에서 출고할 때는 대저역과 연결된 출고 선로를 타고, 대저역으로 진입한다. 부산 도시철도 3호선 16편성이 주박한다.

## 업무
- 부산교통공사 3000호대 전동차 입·출고 검수관리